# Хворостьевская волость
Хворостьевская волость — административная единица, существовавшая в  Российской империи и РСФСР. Входила в состав Торопецкого уезда Псковской губернии. Упразднена в 1927 году в связи с образованием Торопецкого района. Административным центром волости являлось село (погост) Хворостьево.
Территория, которую занимала волость, теперь относится к Речанскому сельскому поселению Торопецкого района. 
По данным переписи 1885 года, волость состояла из 53 поселений и 336 дворов. Площадь земель волости оценивалась в 4252 десятины (46.4 км²), из них пахотной земли 1148 десятин (12.5 км²).
Население Хворостьевской волости в 1885 году составлял 1671 человек (815 мужчин и 856 женщин).  
Важнейшие поселения:
| Населённый пунт                     | Число дворов на 1867 год | Число дворов на 1885 год | Число жителей на 1885 год |
| ----------------------------------- | ------------------------ | ------------------------ | ------------------------- |
| Ананьино                            | 8                        | 11                       | 76                        |
| Заликовье                           | 4                        | 6                        | 53                        |
| Лосочи                              | 9                        | 9                        | 60                        |
| Хворостиво — административный центр |                          | 12                       | 32                        |
| Юрино                               | 9                        | 9                        | 87                        |